# Carol von Rautenkranz
Carol von Rautenkranz ist ein deutscher Labelbetreiber, Geschäftsmann und ehemaliger Musiker. Er gilt als einer der Wegbereiter der sogenannten Hamburger Schule.

## Leben und Wirken
Nachdem der ehemalige Banklehrling Carol von Rautenkranz und der Musiker Pascal Fuhlbrügge bereits seit 1986 in Hamburg Musikkonzerte veranstalteten, gründeten sie dann 1988 das Musiklabel L’age d’or um deutsche Bands zu fördern, die auf Deutsch sangen und ungewöhnliche Musik machten.
Zunächst veröffentlichten sie ihre eigenen Bands auf dem Label. Fuhlbrügge seine Kolossale Jugend und von Rautenkranz seine Dark- und Electro-Wave-Band Die-Gants, in der auch sein Bruder Chris von Rautenkranz war. Kurze Zeit später veröffentlichten sie dann Bands, die sie von ihren Konzertveranstaltungen oder aus Hamburg kannten und die noch keinen Plattenvertrag hatten, wie z. B. Huah! oder Ostzonensuppenwürfelmachenkrebs.
In dem Soundgarden Studio, das er mit seinem Bruder Chris von Rautenkranz unterhielt, wurden zudem viele Bands aufgenommen, die dann später bei ihrem Label erschienen.
Nachdem Pascal Fuhlbrügge dann in den 1990er Jahren ausstieg, führte Carol von Rautenkranz das Label alleine weiter. 2007 konnte er mit Hilfe eines Vergleiches eine Firmeninsolvenz abwenden, musste sein Label allerdings verkleinern.
Des Weiteren betreibt er mit Oliver Kolb die Golden Gate Management GmbH, die Künstler und Produzenten betreut und vermittelt.

## Diskografie
- 1988: Die-Gants – Fishing For Compliments (Album, LP, L’age d’or)